# Norgesmesterskapet 1958
La Norgesmesterskapet 1958 di calcio fu la 53ª edizione del torneo. La squadra vincitrice fu lo Skeid, che vinse la finale contro il Lillestrøm con il punteggio di 1-0.

## Risultati

### Terzo turno
| Squadra 1       | Risultato      | Squadra 2    |
| --------------- | -------------- | ------------ |
| Rapid           | 3 - 3 (d.t.s.) | Eik-Tønsberg |
| Frigg           | 4 – 3          | Kvik         |
| Vålerengen      | 2 - 3          | Asker        |
| Strømmen        | 4 – 2          | Sagene       |
| Vestfossen      | 2 - 3          | Fredrikstad  |
| Drammens        | 2 – 1          | Odd          |
| Larvik Turn     | 2 – 0          | Lyn Oslo     |
| Pors            | 2 – 1 (d.t.s.) | Greåker      |
| SK Brage        | 2 – 1          | Sverre       |
| Ulf             | 0 - 2          | Skeid        |
| Stavanger       | 1 - 2          | Viking       |
| Varegg          | 0 - 4          | Brann        |
| Hødd            | 0 - 2          | Lillestrøm   |
| Kristiansund FK | 3 – 1          | Kapp         |
| Molde           | 1 - 2          | Freidig      |
| Årstad          | 5 – 2          | Bryne        |

#### Ripetizione
| Squadra 1    | Risultato | Squadra 2 |
| ------------ | --------- | --------- |
| Eik-Tønsberg | 1 – 0     | Rapid     |

### Quarto turno
| Squadra 1    | Risultato      | Squadra 2       |
| ------------ | -------------- | --------------- |
| Eik-Tønsberg | 3 – 2          | Strømmen        |
| Lillestrøm   | 2 – 1          | SK Brage        |
| Freidig      | 1 - 2          | Årstad          |
| Skeid        | 7 – 3          | Kristiansund FK |
| Brann        | 5 – 4          | Larvik Turn     |
| Asker        | 1 - 2 (d.t.s.) | Drammens        |
| Viking       | 2 – 1          | Frigg           |
| Fredrikstad  | 5 – 3 (d.t.s.) | Pors            |

### Quarti di finale
| Squadra 1    | Risultato      | Squadra 2   |
| ------------ | -------------- | ----------- |
| Eik-Tønsberg | 1 - 1 (d.t.s.) | Fredrikstad |
| Viking       | 2 – 1          | Brann       |
| Drammens     | 3 - 5          | Skeid       |
| Årstad       | 2 - 4 (d.t.s.) | Lillestrøm  |

#### Ripetizione
| Squadra 1   | Risultato | Squadra 2    |
| ----------- | --------- | ------------ |
| Fredrikstad | 5 – 1     | Eik-Tønsberg |

### Semifinali
| Squadra 1   | Risultato | Squadra 2  |
| ----------- | --------- | ---------- |
| Skeid       | 3 – 2     | Viking     |
| Fredrikstad | 0 - 1     | Lillestrøm |

### Finale
| Arbitro: | Nilsen |

|              |           |  |
| Tidemann 62’ | Marcatori |  |

#### Formazioni
| Skeid (2-3-5) |  |                    |
|               |  |                    |
| POR           |  | Øivind Johannessen |
| DIF           |  | Arne Winther       |
| DIF           |  | Finn Tøraasen      |
| CEN           |  | Jan Gulbrandsen    |
| CEN           |  | Leif Belgen        |
| CEN           |  | Knut Andersen      |
| ATT           |  | Jan Erik Wold      |
| ATT           |  | Hans Nordahl       |
| ATT           |  | Harald Hennum      |
| ATT           |  | Per Tidemann       |
| ATT           |  | Sverre Dreier      |

| Lillestrøm (2-3-5) |  |                   |
|                    |  |                   |
| POR                |  | Jan Samstad       |
| DIF                |  | Hans Hansen       |
| DIF                |  | Trond Willadsen   |
| CEN                |  | Rolf Wahl         |
| CEN                |  | Ivar Christiansen |
| CEN                |  | Svein Bergersen   |
| ATT                |  | Ivar Hansen       |
| ATT                |  | Hans Nylund       |
| ATT                |  | Oddvar Richardsen |
| ATT                |  | Gunnar Arnesen    |
| ATT                |  | Per Sæther        |